# Velorama

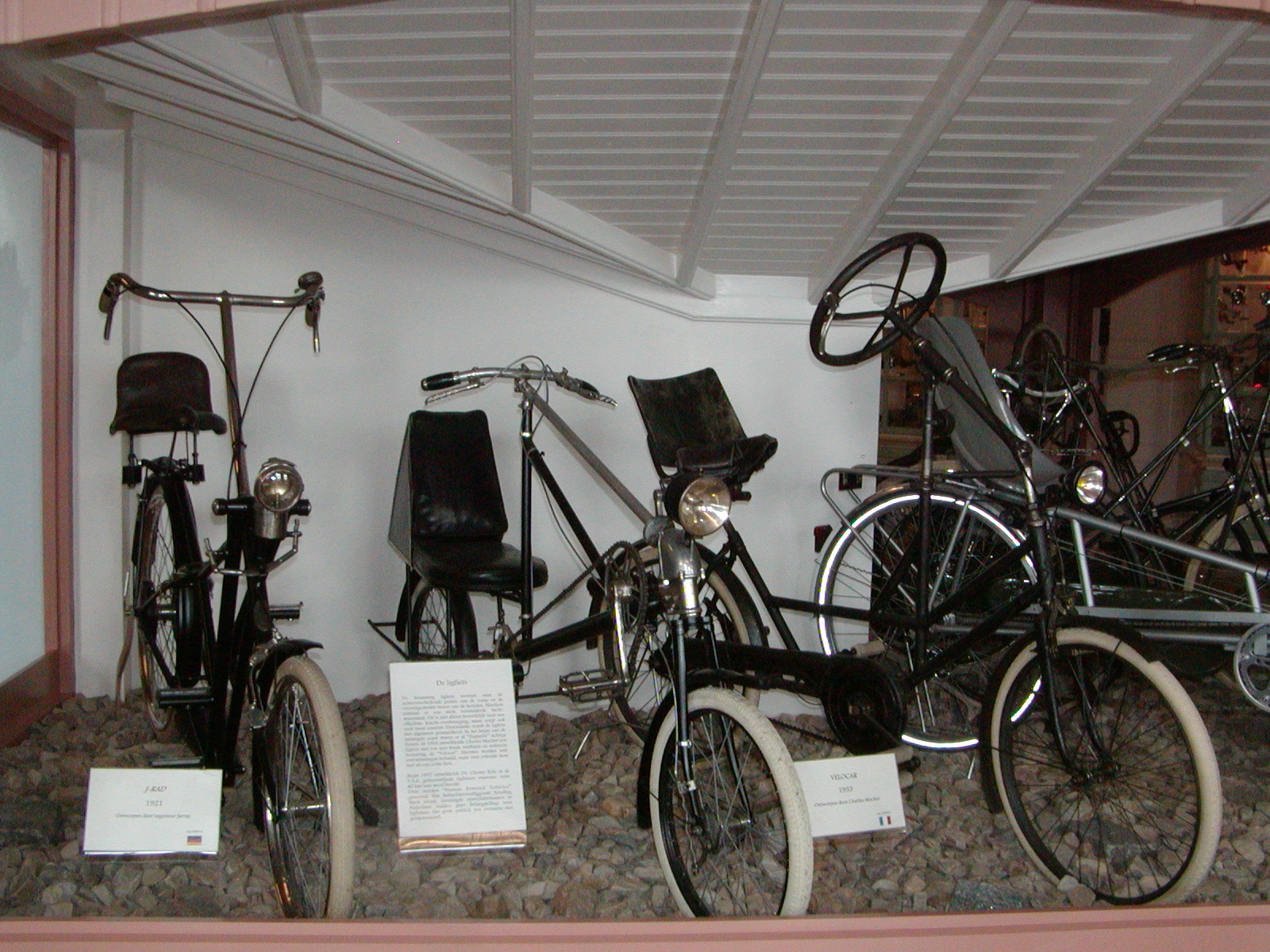
Vélos couchés des années 1920 exposés au Velorama

Le Velorama (en néerlandais : Nationaal fietsmuseum Velorama) est un musée néerlandais situé dans la ville de Nimègue au bord de la Waal et consacré à l'histoire de la bicyclette. C'est le seul musée de son genre aux Pays-Bas.

## Historique
Le musée est fondé en 1981 grâce à la collection privée de G.J. Moed. Sur trois niveaux sont exposés 250 modèles retraçant l'histoire du vélo sur environ deux siècles. Le Velorama possède également une importante littérature consacrée à la bicyclette et conserve le fonds d'archives du constructeur de cycles néerlandais Gazelle (en).